# HMS Cossack (1854)
HMS Cossack — винтовой деревянный корвет Королевского военно-морского флота Великобритании, исходно «Витязь».

## Постройка
Заложен 15 мая 1854 года на верфи W. & H. Pitcher в Нортфлит (Кент) по заказу России как корвет «Витязь».
С началом Крымской войны конфискован Англией, так же как и однотипный корвет «Воин» (в британской службе HMS Tartar), и спущен на воду уже как HMS Cossack.

## Служба

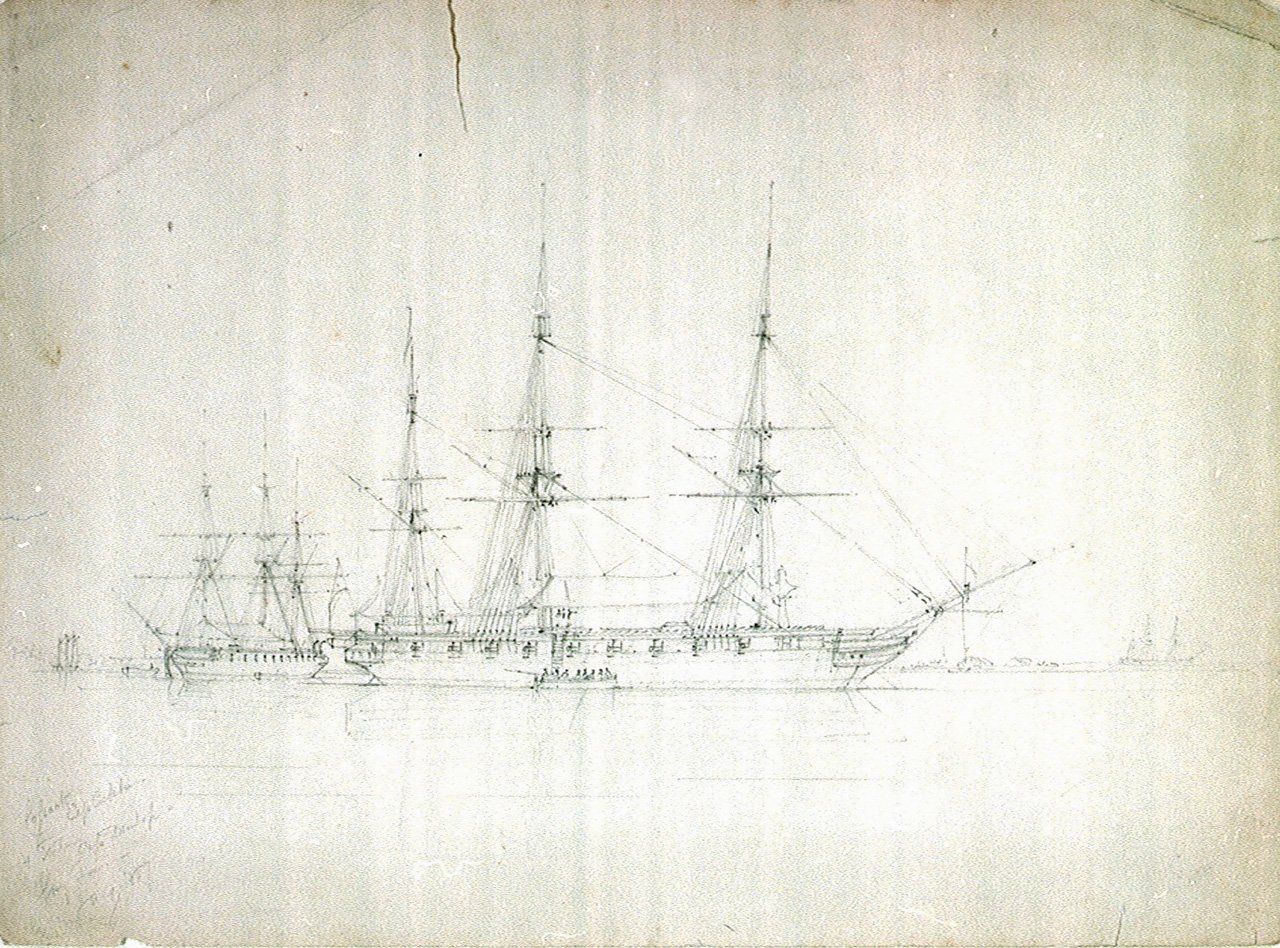
Рисунок HMS Cossack, январь 1857 года
Автор George Pechell Mends

Вступил в строй 19 августа 1854 года в Чатеме, капитан Эдвард Фэншоу (англ. Edward Gennys Fanshawe). В ходе Крымской войны действовал на Балтике. 5 июня 1855 г. произошёл инцидент, получивший название «резня в Ханко» (The Honga massacre), который обсуждался в парламенте Англии 18 июня 1855 года:

К. Маркс… писал 22 июня 1855 г. в газете «Neue Oder-Zeitung»: «Ежедневная пресса разразилась криками негодования по поводу «вероломного убийства», совершенного русскими у Гангэ. Между тем «Morning Chronicle» признает, что корабли под белым флагом использовались англичанами для промера морских глубин и для шпионажа у русских позиций — например, у Севастополя и Одессы».  А 25 июня 1855 г. корреспондент К. Маркс приводит мнение лорда Малмсбери: «Необходимо русского царя наказать морально, побудить все европейские дворы к тому, чтобы они направили протесты в адрес петербургского двора и таким образом вынесли России международный приговор». Более того, лидер вигов советовал русскому правительству оправдательные причины и указывает ему выход: «дезавуировать и принести в жертву какого-либо младшего офицера».
21 июля 1855 года совместно с фрегатами HMS Arrogant, HMS Magicienne и канонеркой HMS Ruby участвовал в бомбардировке острова Гогланд. Участвовал в блокаде Курляндского побережья, в захвате острова Котка (Роченсальм и Кюменегород). С 21 августа 1855 года капитан Джеймс Кокберн (англ. James Horsford Cockburn). В августе 1855 года участвовал в нападении на Свеаборг.
После войны в июле 1856 года переведен в Вест-Индию; в основном был в Грейтауне (современный Сан-Хуан), Никарагуа. 15 июля 1857 года выведен в резерв в Ширнесс.
Возвращен в строй 16 июня 1859 года там же, капитан Ричард Мурман (англ. Richard Moorman). Североамериканская и Вест-Индская станция, затем Китайская станция. В 1861 году доставил генерал-губернатора Новой Зеландии Сэра Джорджа Грея к месту службы. 22 августа 1862 года выведен в резерв в Ширнесс.
Возвращен в строй 19 мая 1863 года там же, капитан Уильям Ролланд (англ. William Rae Rolland). Направлен в Средиземное море. С 19 мая 1865 года капитан Ричард Уайт (англ. Richard Dunning White), Средиземноморский флот. 23 февраля 1867 года выведен в резерв в Ширнесс.
Возвращен в строй 9 декабря 1868 года там же, капитан Джон Париш (англ. John Edward Parish). Ушел в Ост-Индию.
В дальнейшем проходил службу на Китайской станции, с 1871 года на Австралийской станции. С 12 августа 1871 года капитан Роберт Дуглас (англ. Robert Gordon Douglas), Австралия.
В 1873 году вернулся в Англию, 18 июля 1873 года выведен из активного состава.
Продан на слом в Карлтон (Лондон) в мае 1875 года.